# Algerije op de Olympische Jeugdzomerspelen 2010
Algerije nam deel aan de Olympische Jeugdzomerspelen 2010 in Singapore, de eerste editie van de Olympische Jeugdspelen.

## Medailleoverzicht
| Sport                                                                    | Olympiër                                                                 | Discipline                                                               | Medaille                                                                 |
| Als lid van een gemengd landenteam (telt niet mee voor landenklassement) | Als lid van een gemengd landenteam (telt niet mee voor landenklassement) | Als lid van een gemengd landenteam (telt niet mee voor landenklassement) | Als lid van een gemengd landenteam (telt niet mee voor landenklassement) |
| ------------------------------------------------------------------------ | ------------------------------------------------------------------------ | ------------------------------------------------------------------------ | ------------------------------------------------------------------------ |
| Paardensport                                                             | Zakaria Hamici                                                           | gemengd team                                                             | Brons                                                                    |

## Deelnemers en resultaten
(m) = mannen, (v) = vrouwen 

### Atletiek
| Olympiër         | Discipline               | Resultaat | Prestatie                                             |
| ---------------- | ------------------------ | --------- | ----------------------------------------------------- |
| Sofiane Amour    | 400 m horden (m)         | 13e       | 1R serie 2: 54,79 pr (6e) C-finale: 54,47 pr (2e)     |
| Amin Cheniti     | 3000 m (m)               | 14e       | kwalificatie: 8.54,43 (17e) B-finale: 8.32,85 pr (3e) |
| Bilal Tabti      | 2000 m steeple chase (m) | 4e        | kwalificatie: 5.56,46 pr (5e) A-finale: 5.44,34 pr    |
| Tewfik Yersef    | 10 km snelwandelen (m)   | 6e        | 45.38,46 pr                                           |
|                  |                          |           |                                                       |
| Zouina Benamsili | 2000 m steeple chase (v) | 13e       | kwalificatie: 7.29,32 (14e) B-finale: 7.14,34 (6e)    |
| Nabila Madoui    | 5 km snelwandelen (v)    | dnf       | niet gefinisht                                        |

### Badminton
| Olympiër        | Discipline    | Resultaat | Prestatie |
| --------------- | ------------- | --------- | --- |
| Mohamed Belarbi | enkelspel (m) | 1e ronde  | 1R: groep F (4e) 0-2 NED Nick Fransman (14-21, 16-21) 0-2 EGY Mahmoud Elsayad (16-21, 20-22) 0-2 CHN Huang Yuxiang (9-21, 11-21) |

### Gewichtheffen
| Olympiër            | Discipline    | Resultaat | Prestatie                          |
| ------------------- | ------------- | --------- | ---------------------------------- |
| Housseyn Fardjallah | tot 69 kg (m) | 6e        | 255 kg (trekken: 115, stoten: 140) |

### Gymnastiek
| Olympiër         | Discipline   | Resultaat | Prestatie                                                                                             |
| ---------------- | ------------ | --------- | --- |
| Naimi Mechkour   | meerkamp (m) | 39e       | 72.550 punten 11.100 brug 10.450 paardvoltige 12.000 rekstok 11.250 ringen 14.700 sprong 12.850 vloer |
|                  |              |           | |
| Naidjes Terkmane | meerkamp (v) | 42e       | 34.250 punten 11.250 balk 00.000 brug-ongelijk 12.500 sprong 10.850 vloer                             |

### Judo
| Olympiër                 | Discipline    | Resultaat           | Prestatie                                                                           |
| ------------------------ | ------------- | ------------------- | ----------------------------------------------------------------------------------- |
| Sana Khelifi             | tot 78 kg (v) | 2e ronde herkansing | 2R: verloor van SLO Urska Potocnik 2R herkansing: verloor van SRB Una Svetlana Tuba |
|                          |               |                     |                                                                                     |
| Sana Khelifi team Parijs | gemengd team  | 1e ronde            | 1R: 3-5 team Tokio verloor van UKR Kseniya Darchuk                                  |

### Paardensport
| Olympiër | Discipline   | Resultaat | Prestatie |
| --- | ------------ | --------- | --- |
| Zakaria Hamici | springen     | 20e       | 13 (4 + 9) |
| |              |           | |
| team Afrika Zakaria Hamici + EGY Mohamed Abdalla + LBA Abduladim Mlitan + RSA Samnatha Macintosh + ZIM Yara Hansen | gemengd team | Brons     | 8 (4 + 4, jump-off: 24 pnt; 157,46 s.) 9 (12+ 9, 8; 47,48) 4 (0 + 4, 8; 54,39) 4 (4 + 0, 8; 55,59) 0 (0 + 0, niet gestart) 16 (12 + 6, 9; 63,51) |

### Tafeltennis
| Olympiër                               | Discipline         | Resultaat        | Prestatie |
| -------------------------------------- | ------------------ | ---------------- | --- |
| Islem Laid                             | enkelspel (m)      | 2e ronde         | groep C (4e) 0-3 POR Maria Xiao (5-11, 7-11, 7-11) 0-3 HUN Mercedes Nagyvaradi (5-11, 11-13, 1-11) 0-3 THA Suthasini Sawettabut (5-11, 3-11, 1-11) groep HH (4e) 0-3 GBR Alice Loveridge (8-11, 8-11, 10-12) 3-0 SMR Letizia Giardi (trok zich terug) 3-2 PUR Carolyn Cordero (11-7, 5-11, 3-11, 9-11, 11-8, 11-9) |
|                                        |                    |                  | |
| Afrika-I Islem Laid + NGR Ojo Onaolopo | gemengd dubbelspel | 1e ronde 2e fase | 1R: groep H (4e) 1-2 Egypte OO 2-3 Omar Bedair (11-7, 8-11, 11-8, 6-11, 9-11) IL 0-3 Dina Meshref (3-11, 10-12, 10-12) GD 3-0 (13-11, 11-9, 11-8) 1-2 InterContinentaal-II OO 3-0 UZB Elmurod Holikov (11-4, 11-4, 11-7) IL 0-3 RUS Yana Noskova (4-11, 6-11, 7-11) GD 0-3 (6-11, 7-11, 8-11) 1-2 Singapore OO 3-1 Zhe Yu Clarence Chew (2-11, 11-8, 11-6, 11-6) IL 0-3 Isabelle Siyun Li (3-11, 2-11, 4-11) GD 0-3 (2-11, 5-11, 9-11) 2R: 0-2 Pan-Amerika-I Afrika-1 trok zich terug |

### Worstelen
| Olympiër           | Discipline                    | Resultaat | Prestatie |
| ------------------ | ----------------------------- | --------- | --- |
| Amine Boughazi     | grieks-romeins, tot 50 kg (m) | 6e        | groep B (3e) 3-1 NOR Paal Eirik Gundersen 0-3 KGZ Shadybek Sulaimanov 1-3 UZB Nurbek Hakkulov 5e/6e plaats 0-4 BLR Andrei Pikuza |
| Abdel Krim Ouakali | grieks-romeins, tot 69 kg (m) | 5e        | groep A (3e) 1-3 IRI Yousef Ghaderian 4-0 SYR Ahmad Darwish 1-3 TUR Mura Gedik 5e/6e plaats 3-1 COL Carlos Valor                 |
| Mohamed Boudraa    | vrije stijl, tot 63 kg (m)    | 6e        | groep B (3e) 0-4 TJK Bakhodur Kadirov 0-4 USA Quinton Murphy 3-1 GBS Amadeus Pereira 5e/6e plaats 0-3 ECU Johnny Pilay           |
|                    |                               |           | |
| Sabrina Azzouz     | vrije stijl, tot 52 kg (v)    | 6e        | groep B (3e) 0-4 AZE Patimat Bagomedova 3-0 GUM Arianna Eustaquio 0-4 UZB Nilufar Gadaeva 5e/6e plaats 0-4 COL Sayury Canon      |

### Zeilen
| Olympiër              | Discipline      | Resultaat | Prestatie                                                         |
| --------------------- | --------------- | --------- | ----------------------------------------------------------------- |
| Omar Bouabdallah      | plankzeilen (m) | 17e       | 155 punten (177-22) (16-14-17-22 dnf-22 raf-8-12-22 ocs-11-19-14) |
|                       |                 |           |                                                                   |
| Lamia Feriel Hammiche | dinghy (v)      | 29e       | 269 punten (328-59) (28-28-28-19-29-28-30-29-24-29-29-27)         |

### Zwemmen
| Olympiër         | Discipline     | Resultaat | Prestatie                                               |
| ---------------- | -------------- | --------- | ------------------------------------------------------- |
| Oussama Sahnoune | 50 m vrij (m)  | 15e       | 1R serie 5: 23,90 (3e; 15e tijd) HF serie 1: 23,95 (8e) |
| Oussama Sahnoune | 100 m vrij (m) | 26e       | 1R serie 3: 52,54 (2e)                                  |
|                  |                |           |                                                         |
| Amel Melih       | 50 m vrij (v)  | 32e       | 1R serie 5: 28,23 (3e)                                  |
| Amel Melih       | 50 m rug (v)   | 16e       | 1R serie 1: 31,75 (6e; 16e tijd) HF serie 1: 31,82 (8e) |

Afghanistan · Albanië · Algerije · Amerikaanse Maagdeneilanden · Amerikaans-Samoa · Andorra · Angola · Antigua en Barbuda · Argentinië · Armenië · Aruba · Australië · Azerbeidzjan · Bahama's · Bahrein · Bangladesh · Barbados · België · Belize · Benin · Bermuda · Bhutan · Bolivia · Bosnië en Herzegovina · Botswana · Brazilië · Britse Maagdeneilanden · Brunei · Bulgarije · Burkina Faso · Burundi · Cambodja · Canada · Centraal-Afrikaanse Republiek · Chili · China · Chinees Taipei · Colombia · Comoren · Congo-Brazzaville · Congo-Kinshasa · Cookeilanden · Costa Rica · Cuba · Cyprus · Denemarken · Djibouti · Dominica · Dominicaanse Republiek · Duitsland · Ecuador · Egypte · El Salvador · Equatoriaal-Guinea · Eritrea · Estland · Ethiopië · Fiji · Filipijnen · Finland · Frankrijk · Gabon · Gambia · Georgië · Ghana · Grenada · Griekenland · Groot-Brittannië · Guam · Guatemala · Guinee · Guinee‑Bissau · Guyana · Haïti · Honduras · Hongarije · Hongkong · Ierland · IJsland · India · Indonesië · Irak · Iran · Israël · Italië · Ivoorkust · Jamaica · Japan · Jemen · Jordanië · Kaaimaneilanden · Kaapverdië · Kameroen · Kazachstan · Kenia · Kirgizië · Kiribati · Koeweit · Kroatië · Laos · Lesotho · Letland · Libanon · Liberia · Libië · Liechtenstein · Litouwen · Luxemburg · Macedonië · Madagaskar · Malawi · Malediven · Maleisië · Mali · Malta · Marshalleilanden · Marokko · Mauritanië · Mauritius · Mexico · Micronesië · Moldavië · Monaco · Mongolië · Montenegro · Mozambique · Myanmar · Namibië · Nauru · Nederland · Nederlandse Antillen · Nepal · Nicaragua · Nieuw-Zeeland · Niger · Nigeria · Noord-Korea · Noorwegen · Oeganda · Oekraïne · Oezbekistan · Oman · Oostenrijk · Oost‑Timor · Pakistan · Palau · Palestina · Panama · Papoea-Nieuw-Guinea · Paraguay · Peru · Polen · Portugal · Puerto Rico · Qatar · Roemenië · Rusland · Rwanda · Saint Kitts en Nevis · Saint Lucia · Saint Vincent en Grenadines · Salomonseilanden · Samoa · San Marino · Sao Tomé en Principe · Saoedi-Arabië · Senegal · Servië · Seychellen · Sierra Leone · Singapore · Slovenië · Slowakije · Soedan · Somalië · Spanje · Sri Lanka · Suriname · Swaziland · Syrië · Tadzjikistan · Tanzania · Thailand · Togo · Tonga · Trinidad en Tobago · Tsjaad · Tsjechië · Tunesië · Turkije · Turkmenistan · Tuvalu · Uruguay · Vanuatu · Venezuela · Verenigde Arabische Emiraten · Verenigde Staten · Vietnam · Wit-Rusland · Zambia · Zimbabwe · Zuid-Afrika · Zuid-Korea · Zweden · Zwitserland